# Ogniem i mieczem (film 1962)
Ogniem i mieczem (wł. Col ferro e col fuoco) – włosko-francusko-jugosłowiański film historyczno-przygodowy z 1962 na motywach powieści Henryka Sienkiewicza pod tym samym tytułem.

## Obsada
| Rola                           | Aktor                | Głos                |
| ------------------------------ | -------------------- | ------------------- |
| Jan Skrzetuski                 | Pierre Brice         | Massimo Turci       |
| Helena Kurcewiczówna           | Jeanne Crain         | Fiorella Betti      |
| kniahini Kurcewiczowa          | Elena Zareschi       | Lydia Simoneschi    |
| Bohun                          | John Drew Barrymore  | Giuseppe Rinaldi    |
| Jan Onufry Zagłoba             | Akim Tamiroff        | Giorgio Capecchi    |
| Wasyl Kurcewicz                | Raoul Grassilli      | Raoul Grassilli     |
| Longinus Podbipięta            | Bruno Nessi          | Pino Locchi         |
| Ulrich, dowódca twierdzy Kudak | Gordon Mitchell      | Glauco Onorato      |
| Horpyna                        | Eleonora Vargas      | Rita Savagnone      |
| Anusia Borzobohata             | Gabriella Andreini   | Maria Pia Di Meo    |
| książę Jeremi Wiśniowiecki     | Nerio Bernardi       | Emilio Cigoli       |
| Symeon Kurcewicz               | Nando Angelini       | Nando Angelini      |
| Andrzej Kurcewicz              | Alberto Stefanini    | Sergio Graziani     |
| Rzędzian                       | Marcello Selmi       | Marcello Selmi      |
| Bohdan Chmielnicki             | Alberto Marescalchi  | Alberto Marescalchi |
| hetman                         | Alberto Archetti     | Giulio Panicali     |
| brak danych                    | Milena Vukotic       | Milena Vukotic      |
| brak danych                    | Ornella Vanoni       |                     |
| brak danych                    | Giacomo Rossi Stuart | brak danych         |

źródło: 